# Равелл Рейнбоу
Рейнбоу Равелл (англ. Rainbow Rowell; нар. 1973) — американська письменниця, журналістка. Найбільш відома своїми підлітковими романами «Елеонора і Парк» та «Фанатка».

## Життєпис
Рейнбоу Равелл народилася 24 лютого 1973 року у Небрасці, США.
Равелл вела колонку і була агентом з написання рекламних текстів у газеті «Omaha World-Herald» з 1995 по 2012 рік.
Після звільнення з газети Равелл почала працювати на рекламне агентство і писати свій перший опублікований роман «Вірність» (англ. Attachments) у вільний час. Саме тоді Равелл народила дитину, тому змушена була призупинити роботу над рукописом на два роки. Роман опубліковано в 2011 році і розповідає про системного адміністратора, який закохується в жінку, кореспонденцію якої він відстежував. Журнал «Kirkus Reviews» включив книгу до списку видатних дебютів того року.
У 2013 році Равелл опублікувала два підліткових романи — «Елеонора і Парк» (англ. Eleanor & Park) і «Фанатка» (англ. Fangirl). Обидві книги потрапили до списку кращих підліткових романів 2013 року за версією The New York Times. Роман «Елеонора і Парк» також обрано однією з 10 кращих книг 2013 року за версією Amazon і названий кращим підлітковим романом того ж року за версією Goodreads.
У 2013 році праця Равелл піддалася негативній увазі, коли група батьків зі старшої школи Міннесоти піддала сумніву книгу «Елеонора і Парк», у результаті чого скасували запрошення Равелл на бібліотечний захід. В остаточному підсумку група батьків вирішила, що книга може залишитися на бібліотечних полицях. Равелл зазначила в інтерв'ю, що матеріал, який вони назвали «непристойним», — це те, з чим багатьом дітям доводиться стикатися у важких ситуаціях.
Равелл опублікувала свій четвертий роман «Дзвінок у минуле» (англ. Landline) 8 липня 2014 року. Роман описує подружню пару з проблемами у шлюбі. У 2014 році Равелл підписала контракт із видавництвом «First Second Books» на написання двох графічних романів.
П'ята книга Равелл «Так тримати!» (англ. Carry On) опублікована 6 жовтня 2015 року. Вона заснована на вигаданій серії книг, центральних у сюжеті «Фанатки». Вона виступає як восьма книга в серії Джемми Т. Леслі про хлопчика-чарівника на ім'я Саймон Сноу, який вчиться у школі чарівників Вотфорд. На восьмому році навчання у школі Саймон намагається примиритися з тим, що він Обраний і повинен знищити Тосклівіуса Підступного, чарівне зло, що руйнує магічний світ. Він вирушає назустріч пригодам з найкращою подругою Пенелопою і своєю дівчиною Агатою. Незважаючи на те, що це частина фентезійної серії в межах «Фанатки», цей роман — окрема книга. Він багато в чому заснований на серії про Гаррі Поттера Джоан Роулінг.
Равелл живе в Омасі, Небраска, зі своїм чоловіком і двома синами.

### Книги для підлітків
- 2013 — «Елеонора і Парк» (англ. Eleanor & Park)
- 2013 — «Фанатка» (англ. Fangirl)
- 2015 — «Так тримати!» (англ. Carry On)
- 2019 — «Недолугий син» (англ. Wayward Son)

### Книги для дорослих
- 2011 — «Вірність» (англ. Attachments)
- 2014 року — «Дзвінок у минуле» (англ. Landline)

### Оповідання
- 2014 року — «Північ» (англ. Midnights) у складі збірки «12 історій про справжнє кохання» (англ. My True Love Gave to Me: Twelve Holiday Stories)
- 2016 — «Рідні душі» (англ. Kindred Spirits)

### Комікси
- 2017 — «Втікачі» (англ. Runaways)

## Екранізація
DreamWorks і Карла Хекен планують зняти фільм за романом «Елеонора і Парк». Равелл попросили написати до нього сценарій.Sky original зняли серіал "Кумедна дівчина"в 2023 році.